# Rius (écrivain)
Pour les articles homonymes, voir Rius.

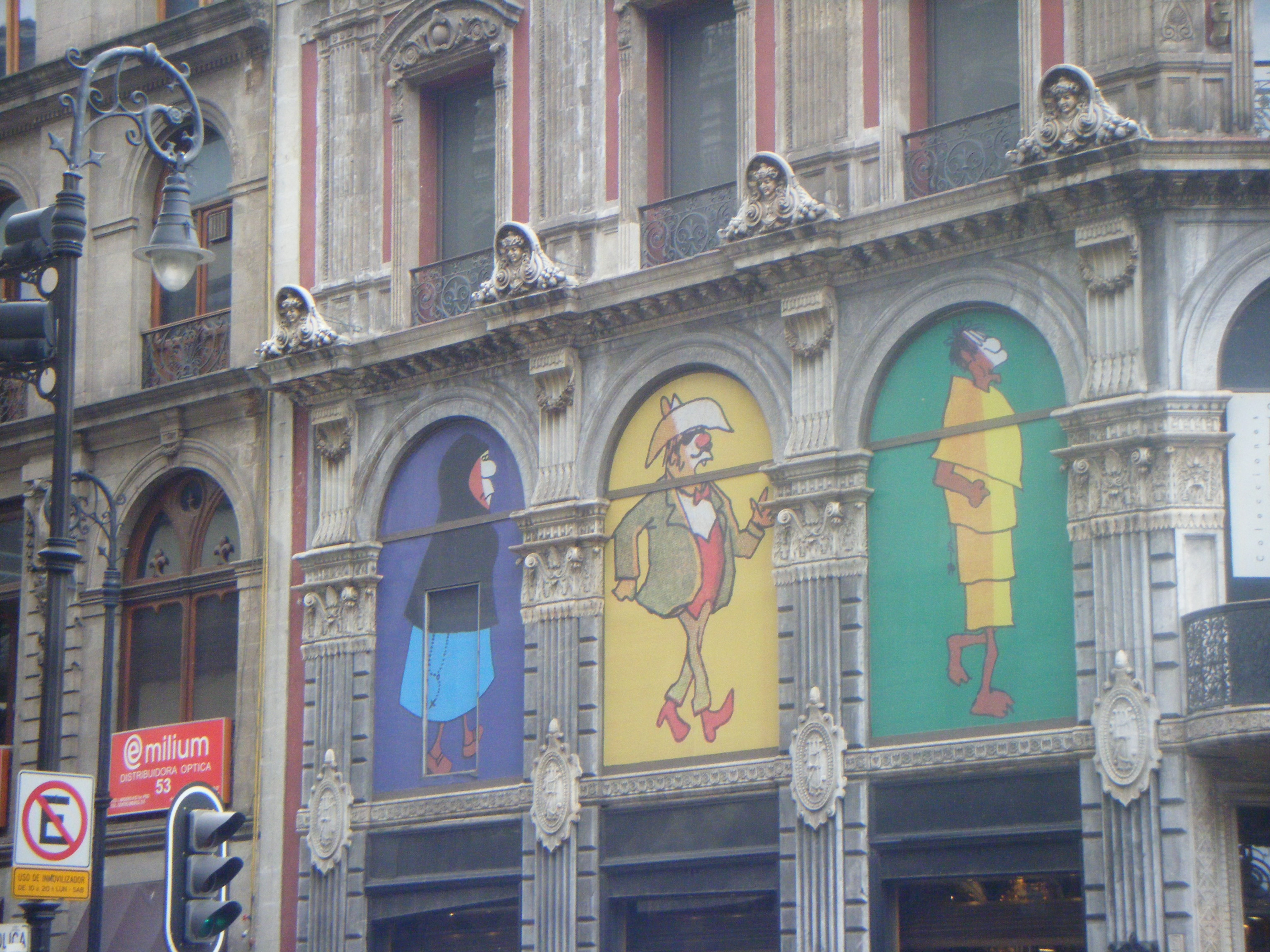
Personnages de Rius sur le Museo del Estanquillo de Mexico (2008).

Eduardo del Río, dit Rius (né le 20 juin 1934 à Zamora (Michoacán) et mort le 8 août 2017 à Cuernavaca), est un dessinateur et écrivain mexicain.

## Biographie
Après la mort de son père l'année de sa naissance, sa famille émigre à Mexico un an après. Il est interne pendant sept ans chez les Salésiens, et étudie pour devenir prêtre.
Autodidacte, il commence sa carrière en 1954 dans la revue Ja-Já et depuis il a collaboré avec les principaux journaux et revues du Mexique. Il est l'auteur de deux bandes dessinées Los Supermachos (les Supermâles) et Los Agachados (les Sournois), des revues de la fin des années 1960. Il a publié plus de cent livres et a reçu des douzaines de prix nationaux et internationaux.
Les livres de Rius sont caractéristiques de par leur écriture informelle, les caricatures de l'auteur lui-même et la présence récurrente de collages d'œuvres d'autres artistes. Il utilise un langage simple et familier pour rendre abordable ses sujets aux lecteurs non spécialisés. Son style est irrévérencieux et caustique.
Il a publié des livres sur des thématiques diverses, comme l'histoire, la philosophie, la religion et la médecine populaire, dans le but de divulguer et d'éclairer à l'aide de ses caricatures.
Ses idées sont de gauche; pendant la Guerre Froide, il devient un apologiste enthousiaste du communisme et du Bloc Soviétique. Rius est un critique acerbe du système politique (Su majestad el PRI, Los Panuchos, Desde los cristeros hasta Fox), du consumérisme (La droga que refresca), de l'impérialisme (voir Historia del Tío Sam, La interminable conquista de México) et de la religion en général (Manual del perfecto ateo, El mito guadalupano, El supermercado de sectas).

## Ouvrages (sélection)
- Filosofía para Principiantes (Desde Platón hasta hace rato) (La Philosophie pour les débutants, de Platon à il y a un moment)
- La Panza es Primero (Le Ventre est prioritaire, sur l'alimentation au Mexique)
- Marx para principiantes (Marx pour les débutants)
- Puré de Papas (Purée de Papes, sur l'histoire des chefs de l'Église catholique)
- 500 Años Fregados Pero Cristianos (500 ans canailles mais chrétiens)
- ABC Che (sur Che Guevara)
- Kama Nostra
- Cuba para principiantes (Cuba pour les débutants)
- La Biblia: esa linda tontería (La Bible : cette belle connerie)
- La deuda externa y como no pagarla (la dette extérieure et comment ne pas la payer)
- Manual del Perfecto Ateo (Manuel du parfait athée)
- Mis super machos (Mes super mâles)
- La Iglesia y Otros Cuentos (L'Église et autres contes)
- Lástima de Cuba (Pitoyable Cuba)
- Los Panuchos (Les petits pains, histoire du Partido Acción Nacional)
- Machismo, Feminismo y Homosexualismo
- Pequeño Rius Ilustrado
- Rius para Principiantes
- Herejes, Ateos y Malpensados (vol. I y II) (Hérétiques, athées et malpensants)
- Como dejar de comer (mal) (Comment arrêter de (mal) manger)
- La Mamá del Quijote (La Maman du Quichote)
- Cristo de Carne y Hueso (Christ de chair et d'os)
- Jesús Alias el Cristo (Jésus alias le Christ)
- Diccionario de la Estupidez Humana (Dictionnaire de la bêtise humaine)
- El Supermercado de las Sectas (Le supermarché des sectes)
- Trukulenta historia del capitalismo
- Votas y te vas

## Prix
- 1976 :  Plaque UNICEF de la bande dessinée, remise au festival de Lucques pour l'ensemble de son œuvre